# Герхард Штрак
Герхард Штрак (нім. Gerhard Strack; нар. 1 вересня 1955, Керпен — пом. 21 травня 2020) — німецький футболіст, що грав на позиції захисника, насамперед за клуб «Кельн», у складі якого — чемпіон Німеччини і триразовий володар Кубка Німеччини, а також національну збірну Німеччини.

## Клубна кар'єра
У дорослому футболі дебютував 1974 року виступами за команду клубу «Кельн», в якій провів одинадцять сезонів, взявши участь у 261 матчі чемпіонату. Більшість часу, проведеного у складі «Кельна», був основним гравцем захисту команди.
Протягом 1985—1987 років грав у Швейцарії, де захищав кольори команди клубу «Базель».
Завершив професійну ігрову кар'єру у клубі «Фортуна» (Дюссельдорф), за команду якого виступав протягом 1987—1988 років.

## Виступи за збірну
1982 року дебютував в офіційних матчах у складі національної збірної Німеччини. Протягом двох років провів у формі головної команди країни 10 матчів, забивши 1 гол.
Згодом був у заявці збірної на чемпіонат Європи 1984 року у Франції, де, утім, на поле не виходив.

## Титули і досягнення
- Чемпіон Німеччини (1):

«Кельн»: 1977-1978
- Володар Кубка Німеччини (3):

«Кельн»: 1976-1977, 1977-1978, 1982-1983